# Râul Moravița, Bârzava
Râul Moravița este un afluent al râului Bârzava.

## Hărți
- Harta Județului Caraș-Severin